# 彩冷える
彩冷える（アヤビエ）は、日本のヴィジュアル系バンドである。2004年5月に結成。2009年5月27日に徳間ジャパンコミュニケーションズよりメジャー・デビュー。2010年をもって活動を休止していたが2019年5月8日より活動を再開し、2025年5月6日に解散。

## メンバー

### 解散時のメンバー
向日 葵（あおい） - ボーカル
詳細は本人の項目を参照のこと。

夢人/諸星夢人（ゆめひと/もろぼし ゆめひと） - ギター
2006年11月16日加入。
- 9月22日生、三重県四日市市出身、AB型、身長170cm、体重55kg。
- 好きなアーティストは安全地帯、工藤静香。
- 子供のころの夢は漫画家だった。

タケヒト - ギター
結成メンバー。
- 8月24日生、東京都世田谷区出身、A型、身長172cm、体重59kg。
- 桐蔭学園高等学校を卒業。慶應義塾大学経済学部。
- 所属事務所「合同会社ColdColor」取締役も務めている。

インテツ - ベース
結成メンバー。
- 2月1日生、 東京都出身、B型、身長178cm、体重50kg。
- 桐蔭学園高等学校を卒業。中央大学法学部を2008年に卒業。
- カメラマンとしても活動している。

ケンゾ（けんぞう）- ドラム
2005年10月1日加入。
- 12月9日生、東京都渋谷区出身、A型、身長172cm、体重56kg。
- KNZ名義で自身がボーカルを務めるソロプロジェクト「BVCCI HAYNES」を始動するほか、NIGHTMAREの柩のソロプロジェクト「GREMLINS」でドラマーとして活動している。

### 元メンバー
涼平（りょうへい） - ギター
結成メンバー。2006年8月30日脱退。

## 概要
2004年5月、涼平とインテツを中心に、葵、涼平、タケヒト、インテツの4人で彩冷えるを結成。2005年10月にケンゾが加入し、その後2006年8月に涼平が脱退、同年11月に夢人が加入する。また、元メンバーの涼平は現メガマソ（2017年解散）のギタリストである。
「彩冷える」と書いて「アヤビエ」と読む理由は、4文字という字数にこだわりがあり、最初は響きがよいアヤビエになったと説明。彩冷えるになったわけは、海外進出の話も浮上したため漢字のほうが人気も出るのでは?ということで彩冷えになったが、やはり4文字にはこだわりがあり、「彩冷え」に「る」をつけた。また、Vo.葵は「彩」という字にはカラフルなイメージが、「冷え」という言葉にはクール感がそれぞれ込められていることを説明している。
2010年8月7日、葵以外のメンバー4人が、「円滑なバンド活動を行うため」という理由で脱退することがブログを通じて報じられ、9日に公式サイトで正式に脱退が発表された。4人は既に新バンドを結成することを考えており、当メンバーでのラストライブも行わないとした。葵は既にソロ活動をスタートしている状態で9月にシングルがリリースされた。
2010年9月17日、夢人、タケヒト、インテツ、ケンゾの4人が真相を公表。「メジャーに行くにあたり所属した事務所の経営上の問題」があり、彩冷えるとしての活動が事実上不可能になったと初めて明かした。その上で、4人は「彩冷えるをまだ完全にやり切っていない」とし、バンド名を「AYABIE」として活動していくことを発表した。
一方、葵一人となった「彩冷える」は4人の脱退後、ファンクラブ限定でイベントなどを行ったが、2010年11月5日に公式サイト及び葵のブログにて年内を持って無期限の活動休止を発表した。理由は、脱退発表後の数ヶ月で協議を重ねた結果、「彩冷える-ayabie-は1人では歌えない。」という結論に至ったため。また、かつてのメンバーともう一度活動する希望をもって解散ではなく活動休止となった。葵一人での「彩冷える」はクリスマスイヴのライブをもって最後となる。
2012年6月29日、高田馬場AREAの15周年を祝うための「Area 15th Anniversary」がZEPP Tokyoで開催され、そのイベントに『彩冷える』として葵、夢人、タケヒト、インテツ、ケンゾの5人で出演。一日限りの復活を果たし、彩冷える時代の楽曲を計8曲披露した。彩冷えるとしての出演は、Areaの松下社長の計らいで実現。葵はライブ中のMCで「また10年後とかにこんな素敵な奇跡があるかもしれない、エリアの20周年で会おう」と発言し、夢人は公演後に「いつかまたこのメンバーでやりたい」とのコメントを残している。
2018年5月7、8日、TSUTAYA O-EASTにて約7年半ぶりとなるワンマンライブ「感謝祭'18-DAY1,DAY2-」を開催。
2019年5月7、8日、渋谷O-EASTで開催された彩冷える15th Anniversary「彩、冷めた頃に」にて全国ツアー「辞するモラトリアム」と９年ぶりのフルアルバム「辞するモラトリアム」2019年夏リリースとLIVE DVD「Virgin Snow Color-Final Season-」2019.01.12 Zepp Tokyo 2019年初夏リリースを発表すると同時に活動の再開を発表。
2025年2月8日にバンド結成20周年を機に「この5人でやるべきこと、やりたかったことは後悔なくやり遂げることが出来た」と言い、解散を発表。5月6日に解散した。

## 略歴
- 2004年
  - 5月8日…高田馬場AREAにて1st 結成記念無料ワンマン、同日お披露目CD「ロマンサー/変態最終頁」発売
  - 9月15日…1st Maxi Single「貯水槽より、三人」発売
- 2005年
  - 9月頃…表記を「彩冷える」から「アヤビエ」に統一
  - 10月1日…新メンバー ケンゾ（ドラム)加入
  - 12月…アヤビエ OFFICIAL FANCLUB「The impulse of "M"」発足
- 2006年
  - 7月…ラジオ番組・Neo I.D.が始まり、葵を中心に翌年の9月までパーソナリティを務める
    - 主なコーナーは、タケヒトの弾き語りコーナー、ケンゾのお悩み一刀両断、夢人のブタゴリラ、タケヒトのオールナイトタケヒト、インテツのお姫様デートプラン、ケンゾのHi！ 他

  - 7月1日…涼平が8月30日をもって脱退を発表
  - 8月30日…「TOUR-N.M.POPCORE-」FINAL SHIBUYA-AXをもって涼平が脱退
  - 8月31日…「また一からの気持ちで始めたい」という意味を込めて表記を「彩冷える」に戻す
  - 11月16日…新メンバー 夢人（ギター）加入
- 2009年
  - 4月1日…インディーズラストツアー
  - 5月27日…メジャー・デビュー
  - 9月中旬〜…映画「ゲーム☆アクション」出演 (彩冷える役)
- 2010年
  - 1月9日…CBCラジオ『ハイパーナイト』の土曜1部『今夜もワクワクさせナイト』をスタート。葵、夢人、インテツの3人がパーソナリティを務める。
  - 4月3日…FM-FUJI『Visualize Zone』(当時22:00〜25:00)の23:00〜24:00『AYABIE AOI NO KONYAMO AMIGO!!』をスタート。葵がDJを務める。
  - 8月7日…別々の活動を進めていくことを発表。夢人・タケヒト・インテツ・ケンゾの所属事務所の変更。
  - 8月9日 …エムクルーおよび葵ブログにて、夢人・タケヒト・インテツ・ケンゾの脱退が発表される。
  - 9月29日…葵の所属事務所の変更。
  - 11月5日…「彩冷える」の無期限活動休止を発表。
  - 12月24日…ライブを開催予定。この日をもって葵一人での「彩冷える」は最後となる。
  - 12月31日…無期限活動休止
- 2012年
  - 6月29日…ZEPP Tokyoで開催されたArea 15th Anniversaryに彩冷えるとして葵、夢人、タケヒト、インテツ、ケンゾの5人で出演し1日限りの復活を果たし、ライブでは彩冷える時代の楽曲を披露。メンバーは再度彩冷えるとして演奏したいと発言。しかし2015年までに活動はしていない。
- 2017年
  - 6月3日…ZEPP Tokyoで開催された高田馬場AREA 20th ANNIVERSARYに彩冷えるとして葵、夢人、タケヒト、インテツ、ケンゾの5人で出演し1日限りの復活を果たし、ライブでは彩冷える時代の楽曲を披露。Twitterのリツイート企画を実施し、5000リツイートを超えるとまたライブをやると発表。
- 2018年
  - 5月7日…約7年半ぶりにワンマンライブ 彩冷える感謝祭'18-DAY1,DAY2-を開催。
  - 5月8日…ワンマンライブ二日目 彩冷える感謝祭'18-DAY1,DAY2-を開催。
- 2019年
  - 5月8日…渋谷O-EASTで開催された彩冷える15th Anniversary「彩、冷めた頃に」にて全国ツアー「辞するモラトリアム」と９年ぶりのフルアルバム「辞するモラトリアム」2019年夏リリースとLIVE DVD「Virgin Snow Color-Final Season-」2019.01.12 Zepp Tokyo 2019年初夏リリースを発表した。
- 2020年
  - 3月8日…結成15周年の締めくくりとしてミニアルバム「色纏う人展」を配信でのリリース。全部で５曲。
- 2025年
  - 2月8日…解散発表。
  - 4月18日…『彩冷える ラストツアー「五片の忘れ雪」』をスタート
  - 5月6日…『彩冷える ラストツアー「五片の忘れ雪」』最終日。EX THEATER ROPPONGIにてラストライブを開催し解散した。

## ディスコグラフィー

### シングル
インディーズ
| No.  | タイトル                                        | 発売日         | 最高順位                      | 備考                            |
| ---- | ----------------------------------------------- | -------------- | ----------------------------- | ------------------------------- |
| 1st  | 貯水槽より、三人                                | 2004年9月25日  | 105位                         | 9月10日に高田馬場AREAで先行発売 |
| 2nd  | ゴシックパーティー                              | 2004年10月15日 | 82位                          |                                 |
| 3rd  | エム                                            | 2005年2月10日  | 80位                          |                                 |
| 4th  | 戴冠式前夜 〜いぎょうのそうのとうじしゃ〜       | 2005年6月15日  | 75位                          |                                 |
| 5th  | 月請い 〜かこやかすれさけびし〜                 | 2005年7月13日  | 76位                          |                                 |
| 6th  | キスミイスノウ 〜まなつゆきとろけるしょうげん〜 | 2005年8月10日  | 57位                          |                                 |
| 7th  | 真冬、四連夜奏                                  | 2006年1月18日  | 62位                          |                                 |
| 8th  | ジャパニーズロウレゾキャラメルタウン            | 2006年2月15日  | 45位                          |                                 |
| 9th  | -FAINT/トパーズ-                                | 2006年6月28日  | 39位                          |                                 |
| 10th | 君の声と約束                                    | 2006年11月1日  | 79位（A Type） 80位（B Type） |                                 |
| 11th | 桜舞う季節に                                    | 2007年4月25日  | 59位                          |                                 |
| 12th | Cubic「L/R」ock                                 | 2007年6月27日  | 29位                          |                                 |
| 13th | ユビサキ                                        | 2007年9月26日  | 43位                          |                                 |
| 14th | メルト・アウェイ                                | 2008年3月19日  | 17位                          | 彩冷える初のメジャー流通音源    |
| 15th | ミカヅキノキセキ                                | 2008年6月25日  | 23位                          |                                 |

メジャー
| No. | タイトル       | 発売日        | 最高順位               | 備考 |
| --- | -------------- | ------------- | ---------------------- | ---- |
| 1st | 会いたくて     | 2009年5月27日 | 12位                   |      |
| 2nd | 夏物語         | 2009年8月19日 | 10位                   |      |
| 3rd | サヨナラ       | 2009年12月2日 | 11位 (デイリー最高4位) |      |
| 4th | ドラマティック | 2010年6月16日 | 10位                   |      |

### スタジオアルバム
| No. | タイトル             | 発売日         | 最高順位 |
| --- | -------------------- | -------------- | -------- |
| 1st | バージンスノーカラー | 2006年11月15日 | 77位     |
| 2nd | 彩-irodori-          | 2010年1月27日  | 18位     |
| 3rd | 辞するモラトリアム   | 2019年8月24日  | -        |

### ミニアルバム
| No. | タイトル           | 発売日                     | 最高順位 |
| --- | ------------------ | -------------------------- | -------- |
| 1st | 鉄の島             | 2005年1月1日 2006年7月19日 | 208位    |
| 2nd | EquAL pRayer 2 aLL | 2005年10月26日             | 145位    |
| 3rd | エキュメニカル     | 2007年3月7日               | 99位     |
| 4th | 六花星             | 2007年11月28日             | 62位     |
| 5th | 色纏う人展         | 2020年3月8日               | -        |

### ベストアルバム
| No. | タイトル           | 発売日        | 最高順位 |
| --- | ------------------ | ------------- | -------- |
| 1st | アヤビエ即完音源集 | 2005年5月21日 | 130位    |
| 2nd | 彩冷える           | 2014年8月7日  | -        |

### その他
- ロマンサー/変態最終頁（2004年5月8日）お披露目CD
- 閉園の後、雨 （2004年5月8日・5月19日）高田馬場AREA 会場限定販売
- ロマンサー/変態最終頁/下弦櫻（7月17日）お披露目CD 2ndプレス
- アヤビエのオルゴール音源vol.1（仮） （2004年7月30日）ライブ会場でのプレゼント企画
- ロマンサー/変態最終頁/デジタルロリータデモンストレーション/＋（12月11日）お披露目CD 3rdプレス
- ラバーズネーム （2004年12月29日）渋谷O-WEST 配布
- メルトインシナモン （2005年3月）SHOXX、FOOL'S MATE応募者全員 配布
- クロイツカササグイトシネガイ（4月25日・5月23日）ライカエジソン限定販売
- ヒナタ （2005年6月15日-）ライブ会場・びじゅなび限定CD　限定1000枚
- ビリーブ 〜ゼンペン〜 （Death Trap-ID Tシャツ付）
- ビリーブ 〜コウヘン〜 （Death Trap-ID Tシャツ付）
- LEMPICKA （2005年12月7日）渋谷AX 会場限定販売
- -EquAL pRayer 2aLL- Third Stage Event Mini Live （2005年11月5日）東京目黒ライブステーションでアンケートに答えた人のみ後日発送
- 蝶 （[2006年3月31日）中野サンプラザ 配布
- エヌエムゲンテイオンゲンシュウ （2006年7月21日〜8月30日）「-N.M.POPCORE-」会場限定販売
- 硝子細工のお話 （2007年1月7日）東京厚生年金会館 配布
- ブラウニー （2007年3月14日〜4月2日）ツアー会場 配布
- -ecumenical image- （2007年4月8日)渋谷C.C.Lemonホール 配布）
- エクストリーム・マシーン （2007年9月14日〜9月30日）仙台CLUB JUNKBOX、札幌KRAPS HALL、博多Be-1、岡山IMAGE、四日市CLUB CHAOS、大阪BIGCAT、名古屋E.L.L 配布
- Day Dream （2007年10月6日）日比谷野外大音楽堂 配布
- 合鍵 （2008年3月28日）SHOXX WAVE付録
- twilight （2008年9月19日）なんばHatch 配布
- electric moon light （2008年9月27日）Zepp Tokyo 配布
- カナリア （2009年5月21日）SHOXX 7月号付録　映画「第2写真部」主題歌
- action （2009年8月19日）TOWER RECORDS特典CD　彩冷える出演映画「ゲーム☆アクション」主題歌
- 百夜一縷のお話 （2021年5月22日)LINE CUBE SHIBUYAにて行われた“VILLAIN”の来場者限定配布音源

### DVD
1. 台形/ミザリィインザダスク （2004年12月21日/PV集）
2. 一段飛び 〜2005.4.1 SHIBUYA O-EAST〜 （2005年8月20日/ライブDVD）
3. TOKYO-pRayer （2006年2月1日/ライブDVD）
4. －つきのかけらふりそそぐ－TOUR FINAL 「TOKYO-Rock SHOW」 （2006年5月24日/ライブDVD）
5. アヤビエ即完映像集 （2006年7月19日/PV集)
6. tour '06>>'07バージンスノーカラー （2007年2月14日/ライブDVD）（会場・FC限定版/通常版）
7. spring tour'07 ecumenical image 〜at2007.4.8C.C Lemonホール〜 （2007年6月13日/ライブDVD）
8. SummerTour'07「The Brilliant Parade」Final at HIBIYA YAGAI DAIONGAKUDO （2007年11月28日/ライブDVD）
9. フィルムスパイラル（2008年2月13日/PV集）
10. spring tour 水に解ける雪 〜2008.04.30 at SHIBUYA-AX （2008年7月9日/ライブDVD)
11. The 7th color　〜Indies last tour FINAL〜 （2009年9月16日/ライブDVD）
12. 2010 Spring Tour 彩-irodori-　TOUR FINAL@ZEPP TOKYO（2010年7月14日/ライブDVD）

### オムニバス
- SHOCK WAVE CD Edition.5 （2005年5月1日） ※3曲目「変態最終頁」で参加
- SHOCK WAVE CD the SELECT （2005年10月26日） ※9曲目「変態最終頁」で参加

### 海外
- Euro Best （2006年9月4日/CD+DVD/ベストアルバム）
- Virgin Snow Colour （2006年12月11日/CD+DVD）

## タイアップ一覧
| 使用年 | 曲名             | タイアップ                                                          |
| ------ | ---------------- | ------------------------------------------------------------------- |
| 2008年 | ミカヅキノキセキ | 日本海テレビほか『プリン・ス2』オープニングテーマ                   |
| 2009年 | 会いたくて       | 日本テレビ系『音楽戦士 MUSIC FIGHTER』2009年5月度エンディングテーマ |
| 2009年 | ゆびきり         | テレビ東京系『開運!なんでも鑑定団』7〜9月エンディングテーマ         |
| 2009年 | カナリア         | モブキャスト配給映画『第2写真部!!』主題歌                           |
| 2009年 | 夏物語           | 日本テレビ系『音楽戦士 MUSIC FIGHTER』2009年8月度オープニングテーマ |
| 2009年 | action           | ローソンエンターメディア配給映画『ゲーム☆アクション』主題歌         |
| 2009年 | サヨナラ         | 日本テレビ系『歌スタ!!』12月のお題歌                                |

## ライブ
| 日程                     | タイトル                                             | 公演規模&備考 |
| ------------------------ | ---------------------------------------------------- | --- |
| 2007年5月7日 - 5月8日    | 「彩冷える感謝祭」～3周年記念2DAYS ～                | - 5月7日：渋谷O-EAST - 5月8日：渋谷O-EAST |
| 2007年12月4日 - 12月28日 | WinterTour’07「six starz program」                   | - 12月4日：札幌KRAPSHALL - 12月3日：仙台CLUB JUNKBOX - 12月25日：博多Be-1 - 12月27日：大阪松下IMPホール - 12月28日：名古屋市芸術創造センター |
| 2008年2月26日 - 3月14日  | spring tour「one last sparkle」                      | - 2月26日：水戸LIGHT HOUSE - 3月7日：高崎FLEEZ - 3月9日：横浜F.A.D - 3月14日：Shibuya O-WEST |
| 2008年3月20日 - 4月11日  | spring tour『水に解ける雪』                          | - 3月20日：名古屋ダイアモンドホール - 3月22日：博多DRUM LOGOS - 3月27日：仙台CLUB JUNKBOX - 3月29日：札幌PENNYLANE24 - 4月6日：なんばHatch - 4月11日：赤坂BLITZ - 4月30日：SHIBYA AX |
| 2008年5月7日 - 5月8日    | 「彩冷える感謝祭」～4周年記念2DAYS ～                | - 5月7日：渋谷O-EAST - 5月8日：渋谷O-EAST |
| 2009年1月6日 - 1月13日   | FC限定TOUR                                           | - 1月6日：恵比寿LIQUID ROOM - 1月12日：名古屋Electric Lady Land - 1月13日：大阪CLUB QUATTRO |
| 2009年5月7日 - 5月8日    | 「彩冷える感謝祭」～5周年記念2DAYS ～                | - 5月7日：渋谷O-EAST - 5月8日：渋谷O-EAST |
| 2010年1月6日             | 彩冷える-ayabie-「brand new story」                  | - 東京厚生年金会館 |
| 2010年3月7日             | 彩冷えるスペシャルライブ「白い昼/黒い夜」            | - 横浜F.A.D |
| 2010年3月12日 - 4月1日   | Spring Tour「彩-irodori-」                           | - 3月12日：仙台darwin - 3月14日：札幌PENNYLANE24 - 3月20日：なんばHatch - 3月27日：博多DRUM LOGOS - 3月30日名古屋ダイアモンドホール - 4月1日Zepp Tokyo |
| 2010年5月7日 - 5月8日    | 「彩冷える感謝祭」～6周年記念2DAYS～                 | - 5月7日：渋谷O-EAST - 5月8日：渋谷O-EAST |
| 2018年5月7日 - 5月8日    | 「彩冷える感謝祭’18」-DAY1-                          | - 5月7日：渋谷O-EAST - 5月8日：渋谷O-EAST |
| 2019年5月8日             | 彩冷える15th Anniversary「彩、冷めた頃に」           | - 渋谷O-EAST |
| 2019年9月6日 - 9月26日   | ワンマンツアー「辞するモラトリアム」                 | - 9月6日：愛知・名古屋ELL - 9月8日：福岡・博多DRUM Be-1 - 9月14日：岡山YEBISU YA PRO - 9月16日：大阪umeda TRAD - 9月19日：北海道・札幌cube garden - 9月20日：北海道・札幌cube garden - 9月23日：宮城・仙台JUNK BOX - 9月26日：東京・赤坂BLITZ |
| 2020年3月13日 - 5月1日   | 彩冷える15th Anniversary Final Tour’20「色纏う人展」 | - 3月13日：高崎 club FLEEZ - 3月14日：新横浜NEW SIDE BEACH!! - 3月19日：札幌cube garden - 3月20日：札幌cube garden - 3月22日：仙台darwin - 3月28日：金沢AZ - 3月29日：長野CLUB JUNK BOX - 4月4日：高松DIME - 4月5日：神戸VARIT. - 4月11日：大阪BIG CAT - 4月12日：福岡DRUM Be-1 - 4月16日：四日市Club Chaos - 4月18日：名古屋Electric Lady Land - 4月19日：岡山IMAGE TOUR FINAL - 5月1日：渋谷公会堂 LINE CUBE SHIBUYA |
| 2025年4月18日 - 5月6日   | 彩冷える解散ツアー「五片の忘れ雪」                   | - 4月18日：大阪BananaHall - 4月19日：名古屋SPADE BOX TOUR FINAL - 5月6日：EX THEATER ROPPONGI |

## メディア

### 映画
- ゲーム☆アクション（2009年）

### ラジオ
- 彩冷えるの“きら星(仮)レディオ!”（FM OSAKA）
- AOI NO KONYAMO AMIGO!!(葵の今夜もアミーゴ!!) ※Visualize Zone内（FM-FUJI）(2010年4月3日- )[注 1]